# ضرایب لاگرانژ
ضرایب لاگرانژ، نام روشی است در بهینه‌سازی برای یافتن بیشینه و کمینه موضعی برای توابع با داشتن یک یا چند قید برابری. این روش به افتخار ژوزف لویی لاگرانژ به این نام نام‌گذاری شده است.

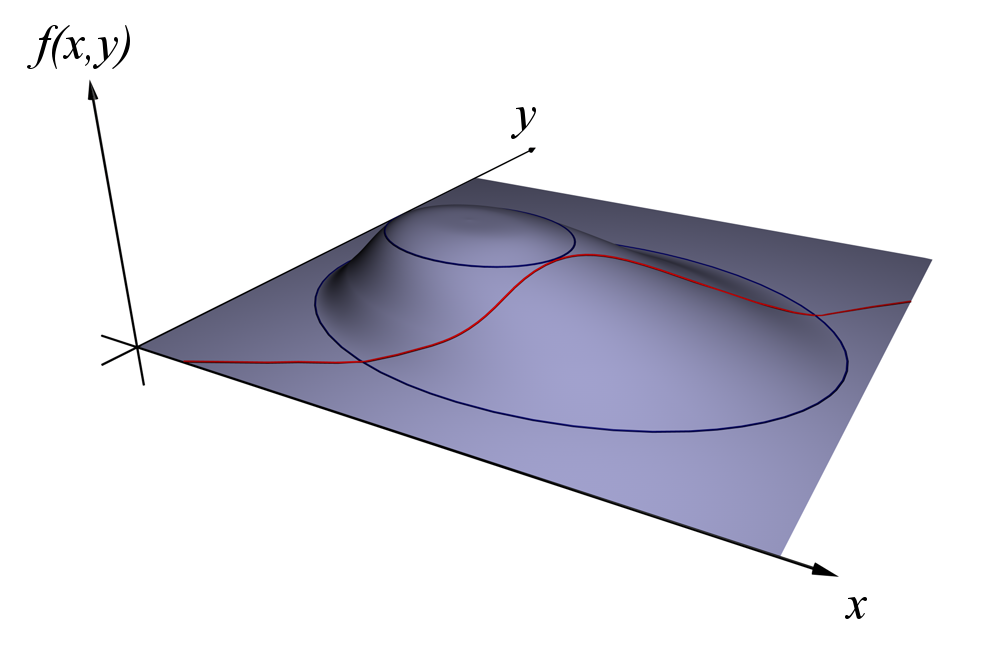
شکل ۱: یافتن مقادیر x و y برای بیشینه کردن (f(x,y به شرط محدودیت نشان داده به رنگ قرمز یعنی g(x,y)=c (shown in red)

به عنوان مثال در شکل ۱ مسئله بهینه‌سازی را به صورت زیر در نظر بگیرید.
{\displaystyle Maximize\quad f(x,y)}
{\displaystyle Subject\quad to}
{\displaystyle g(x,y)=c}
که می‌توان تابع داده شده را به صورت زیر نوشت
{\displaystyle f(x,y)=d}
برای تمام نقاط مختلف از d و مسیر g که با g(x,y)=c داده شده‌اند، فرض کنیم که در طول مسیر g=c در حال قدم زدن هستیم که مسیرهای f و g می‌توانند کاملاً متفاوت باشند؛ بنابراین ادامه دادن از مسیر g می‌تواند مسیر f را قطع یا از آن عبور کند (مماس).
زمانیکه بردار مماس f و g موازی باشند این دو مسیر برهم مماس می‌شوند و در این حالت گرادیان آن‌ها بر دو مسیر عمود می‌شوند؛ و این مانند این گفته است که بگوییم گرادیان آن‌ها با هم موازی باشد؛ بنابراین ما نقطه‌ای مانند (x,y) می‌خواهیم جایی که g(x,y)=c و
∇_(x,y) f=-λ. ∇_(x,y) g
که در آن
∇_(x,y) f=(∂f/∂x، ∂f/∂y)، ∇(x,y) g=(∂g/∂x، ∂g/∂y)
شیب‌های مربوطه می‌باشند. در اینجا به ضریب λ نیاز است زیرا هرچند که هر دو بردار گرادیان موازی هستند ولی الزاماً اندازه آن‌ها باهم برابر نیست. با ترکیب کردن معادلات بالا در یک معادله واحد معادله کمکی زیر را به‌دست می‌آوریم.
ᴧ(x,y، λ)=f(x,y)+λ.(g(x,y)-c)
و معادله زیر را حل می‌کنیم.
∇_(x,y، λ) ᴧ(x,y، λ)=۰
که روش ضرایب لاگرانژ می‌باشد. توجه شود که ∇_λ ᴧ(x,y، λ)=۰ دلالت بر g(x,y)=c می‌کند.
مثال:
با استفاده از روش لاگرانژ بیشترین مقدار تابع f(x،y)=x+y را تحت شرایط x^2+y^2=0.5 به‌دست آورید.
حل: با استفاده از فرمول روش لاگرانژ داریم
ᴧ(x,y,λ)=f(x,y)+λ.(g(x,y)-c)=x+y+λ.(x^2+y^2-0.5)
ᴧ(x,y,λ)=x+y+λ.(x^2+y^2-0.5
با مساوی صفر قرار دادن ∂ᴧ=۰ دستگاه معادلات خطی زیر حاصل می‌شود.
∂ᴧ/∂x     = ۱+۲ λx         =0 (i)
∂ᴧ/∂y     = ۱+۲ λy         =0 (ii)
∂ᴧ/∂λ     =x^2+y^2-0.5=0 (iii)
با ترکیب دو معادله (i) و (ii) و حل آن‌ها نتیجه می‌شود x=y و با جایگذاری در معادله سوم خواهیم داشت.
x^2+y^2-0.5=0 (x=y) x^2+x^2-0.5=۰
⇒2x^۲= ۱/۲
⇒x^ = ±√(۱/۴)=±۱/۲
⇒(x,y)^ =(+1/2 ,+ 1/2), (x,y)^ =(-۱/۲ ,-۱/۲)
مقادیر تابع (f(x,y به ازای دو نقطه به‌دست آمده عبارتند از:
f(x,y)  =f(+1/2 ,+ 1/2)   = ۱/۲ + ۱/۲     = ۱
f(x,y)  =f(-1/2 ,- 1/2)   = -۱/۲–۱/۲   =-۱
که +۱ مقدار ماکزیموم و -۱ مقدار مینیمم می‌باشد.